# Хиви

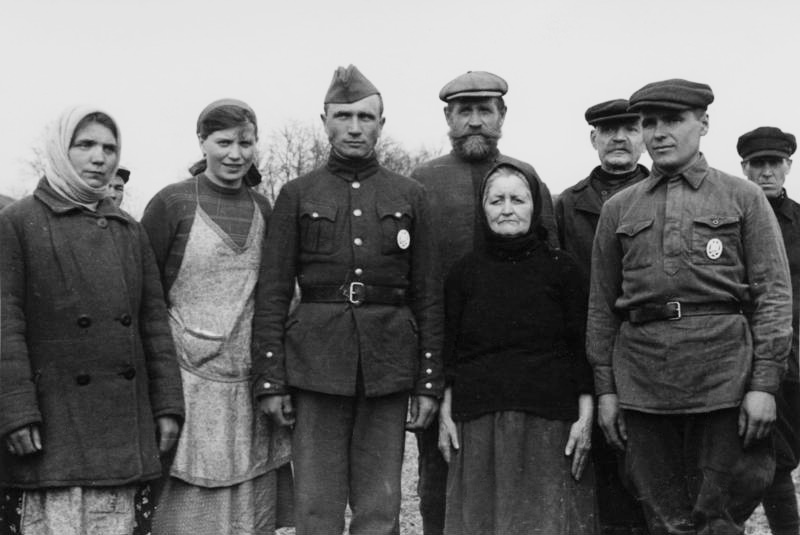
Январь 1942. Два русских добровольца с нагрудными знаками «За участие в общих штурмовых атаках» (Allgemeines Sturmabzeichen).

Хи́ви (нем. Hilfswilliger, желающий помочь; Ost-Hilfswilligen, восточные добровольные помощники) — добровольные помощники вермахта, набиравшиеся (в том числе, мобилизованные принудительно) из местного населения на оккупированных территориях СССР и советских военнопленных. Первоначально они служили во вспомогательных частях и подразделениях механиками, кучерами, грузчиками, сапёрами, санитарами, в похоронных и спасательных командах, доставляли на передовую боеприпасы и т. п. Позже хиви стали привлекать к непосредственному участию в боевых действиях, военных операциях и к так называемым «карательным» акциям.

## История формирования
Сразу же после нападения Германии на СССР в различных кругах как в самой Германии, так и на оккупированных ею территориях, стали высказываться мысли о создании национальных воинских формирований из числа советских граждан, а также белоэмигрантов. Несмотря на то, что  Гитлер был против привлечения этих людей к службе в армии, командование вермахта на свой страх и риск начало приём этих людей на службу, первоначально во вспомогательные подразделения (особенно в качестве переводчиков и диверсантов для заброски в тыл советских войск). Некоторые генералы решили пойти дальше и создать из таких военнослужащих вспомогательные подразделения по борьбе с партизанами.

Каждый полк немецкой пехотной дивизии к концу лета 41-го имел сверх штата так называемый четвёртый батальон, сформированный из коллаборационистов — людей, по различным причинам добровольно перешедших на сторону вермахта и согласившихся служить его интересам.

Четвёртые батальоны компенсировали некомплект за счёт того, что работа тыловых служб была частично переложена на плечи хиви (нем. hilfswillige) и различных подразделений, сформированных из пленных красноармейцев и местного населения, пожелавшего служить новому порядку либо вынужденного эту службу исполнять по различным причинам…— С. Е. Михеенков «Дорога смерти. 43-я армия в боях на Варшавском шоссе. Схватка с „Тайфуном“».
К ноябрю 1941 года в группе армий «Центр» боевые потери составили до 20 % личного состава. В этих условиях командование группы армий пошло на создание шести вооружённых батальонов «хиви», названных «восточными формированиями». В это же время командование группы армий «Юг» создали у себя из советских военнопленных «казачьи сотни».
10 февраля 1942 года Гитлер снова издал приказ о запрете дальнейшей работы в этом направлении, и снова генералитет этот приказ нарушил. Главное командование сухопутных войск вермахта предписало заменять в тылу «восточными добровольцами» части, отправляющиеся на фронт.
Выдержка из приказа немецкой 6-й армии от 28.10.42

NARA T-312 R-1453 F-0894
Приложение к приказу армии Ia-Nr.4206/42 от 28.10.1942
…7) Замена немецких солдат русскими добровольными помощниками в дивизиях и других сухопутных частях.
Заменить немецких солдат и использовать русских добровольных помощников:
Во всех подразделениях, включая роты и батареи — водителей, помощников водителей, возниц на повозках, вспомогательных рабочих, технический персонал, рабочий персонал в строительных и снабженческих подразделениях;
В пулемётных, пехотных орудий и противотанковых ротах — подносчиков боеприпасов;
В батальонных и полковых штабах — переносчиков кабеля в группах связи;
В батареях дивизионной и полевой артиллерии — 5-х и 6-х номеров расчетов, переносчиков кабеля в группах связи;
В саперных батальонах — саперов, которые не принимают непосредственного участия в боевых действиях;
В батальонах связи и смешанных группах связи.
В строительных подразделениях всех типов артиллерии — оставить немецкий персонал из расчета 1:10;
В подразделениях снабжения предполагается оставить только надзорный персонал и необходимых технических специалистов.

К октябрю 1943 года числилось 600 000 «хиви», они были включены в штаты немецких пехотных дивизий в количестве 15—20 % от общей численности личного состава. При этом в некоторых подразделениях их численность была ещё большей. Как писал в своих воспоминаниях командир одного из танковых батальонов вермахта, сорок процентов личного состава его батальона составляли «хиви». В танковые экипажи их не включали, но доверяли им доставку боеприпасов, подвоз горючего, ремонтные работы. «Хиви» также использовали для пополнения потерь в боевых подразделениях. Например, в 1944 году в некоторых сапёрных ротах численностью в 100 человек только 10 солдат были немцами.

## Униформа
Изначально хиви продолжали носить советскую военную форму РККА, но без советских знаков различия. Постепенно их обмундирование сменилось на немецкую униформу, но с особыми «восточными» знаками различия. Иногда о принадлежности хиви к вермахту говорила лишь нарукавная повязка с надписью «Im Dienst der Deutschen Wehrmacht». Похожие нарукавные повязки поверх униформы, только с надписью «Deutsche Wehrmacht», носил немецкий женский вспомогательный персонал вермахта.
Каждый хиви получал полный продовольственный паёк немецкого солдата, а после двух месяцев испытательного срока и зачисления в качестве «добровольца вспомогательной службы» — также денежное содержание и дополнительное довольствие.

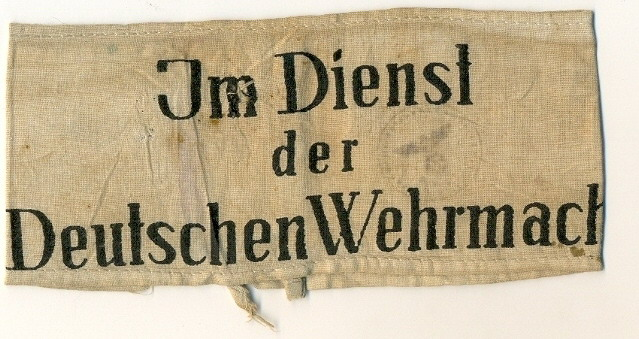
Нарукавная повязка хиви
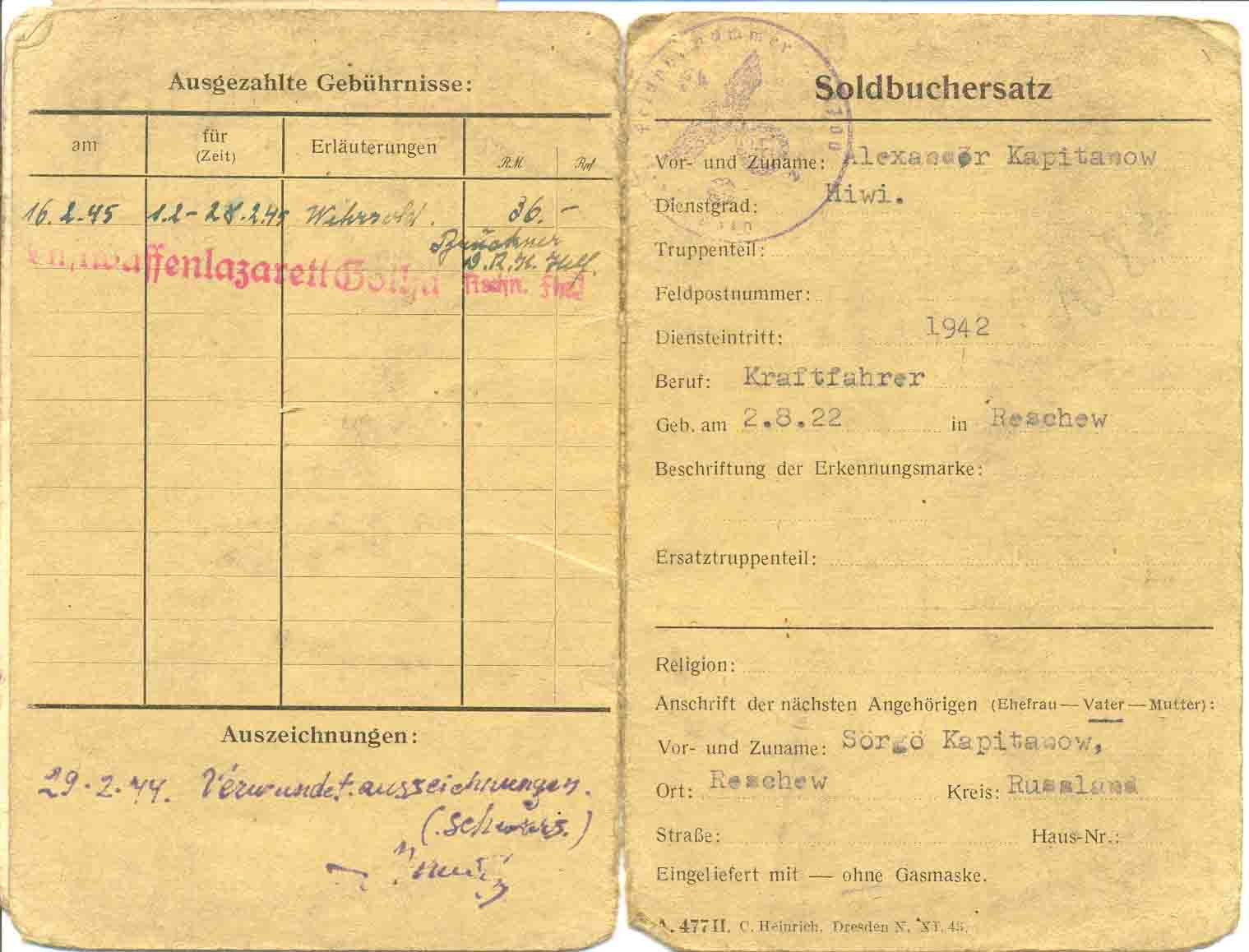
Документы хиви Александра Капитанова. Указана должность Kraftfahrer (шофер).
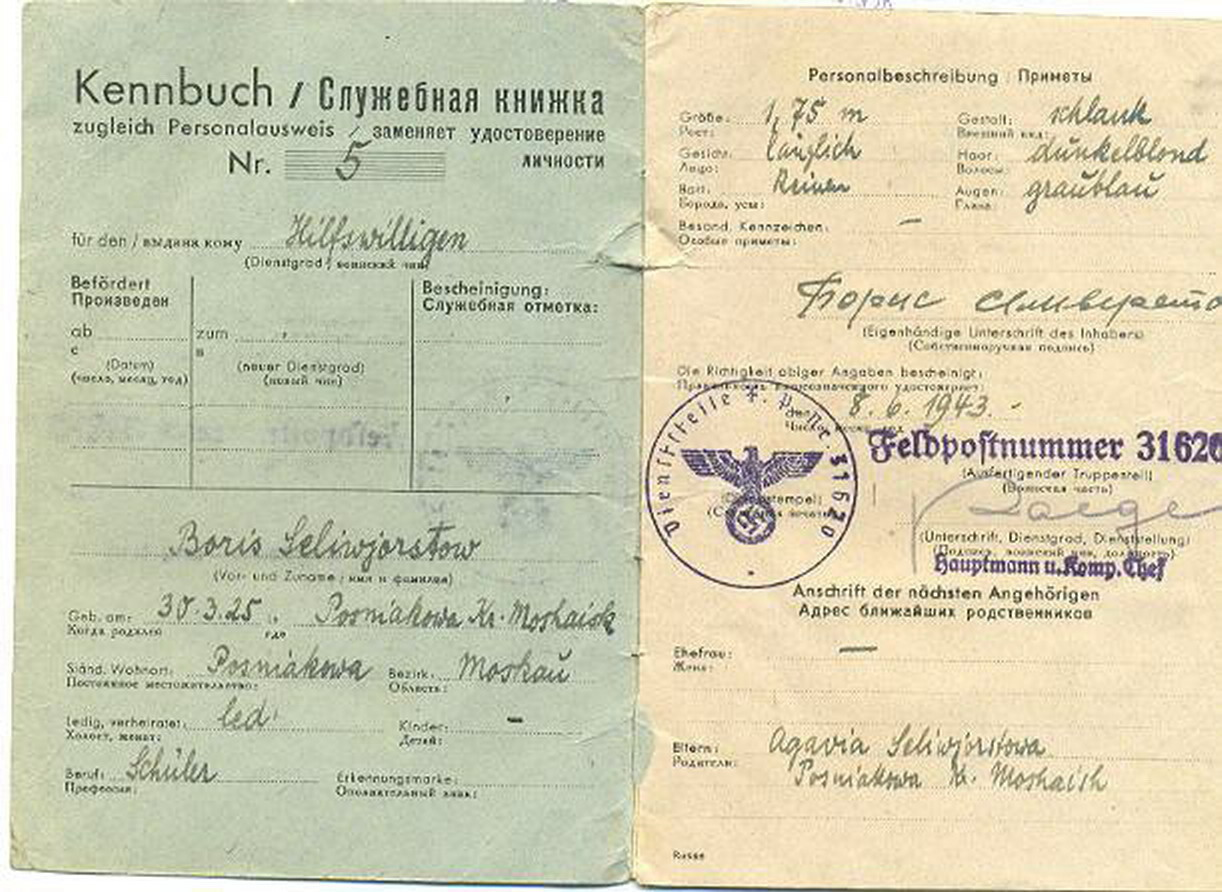
Служебная книжка хиви Бориса Селиверстова
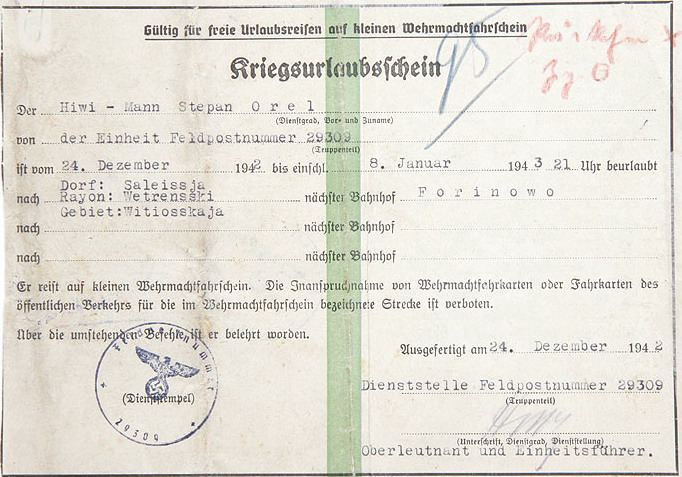
Отпускное удостоверение хиви Степана Орла от 24.12.1942

## Действия на фронте

### Антипартизанские действия

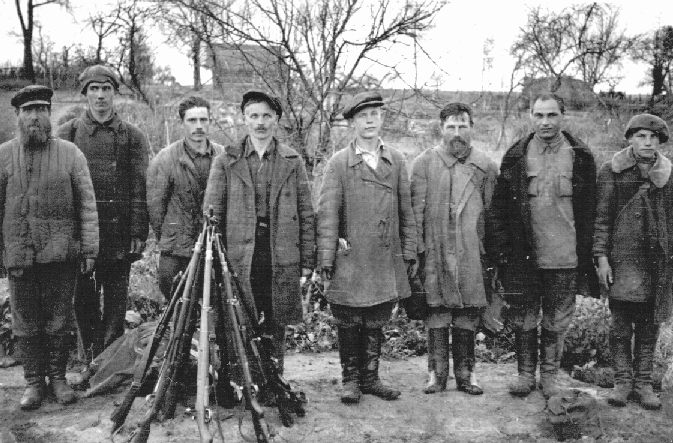
Хиви — участники антипартизанского формирования. Фото сделано в районе посёлка Демянск-Холм Новгородской области в 1942 году. Надпись на фото: Partisanenjäger / Meine Kameraden — охотники на партизан/мои товарищи.

Восточные батальоны и роты, по мере роста активности партизан, увеличивались в количественном составе и более активно использовались в антипартизанских акциях. В июне 1942 года при штабах дивизий появились антипартизанские роты из числа русских «хиви». Команды вспомогательной полиции (нем. Hilfspolizei) сводились в роты и батальоны, получали немецкое обмундирование и трофейное вооружение и, пройдя подготовку под руководством немецких офицеров, превращались в полноценные части, выполнявшие различные задачи, от охраны объектов до карательных операций в партизанских районах. За этими частями закрепилось название «восточных батальонов» и «восточных рот».
В соответствии с директивой, подписанной начальником Генерального штаба германских сухопутных войск Ф. Гальдером 16 августа 1942 года, все подразделения и части, сформированные из советских граждан, стали называться «восточными войсками», а их военнослужащие — добровольцами. В директиве различались четыре группы «хиви»:
- советские военнопленные и представители местного гражданского населения, служившие в германских строевых и тыловых частях;
- полицейские команды (шутцманншафтен — Schutzmannschaften) — вспомогательная полиция немецкого военного и гражданского управления на оккупированной территории;
- охранные части (зихерунгсфербенде — Sicherungsverbände) — части и подразделения, предназначенные для борьбы с партизанами и охраны объектов тыла;
- боевые части (кампффербенде — Kampfverbände) — формирования, которые должны были вести боевые действия на фронте[8].

## Общая численность хиви
Одной из тайн советской идеологии послевоенного времени было длительное умолчание о масштабах участия советских граждан в военном конфликте на стороне Третьего Рейха. За непродолжительный срок вермахтом были созданы многочисленные национальные легионы из славянских, кавказских, прибалтийских, среднеазиатских народов и отдельные русские казачьи военные части. С 1941 года по мере продвижения вермахта число «добровольных помощников» непрерывно росло. Уже в апреле 1942 их было 200 000 человек, а в июле 1943 — уже 600 000. Для управления этими людьми был создан специальный пост «генерал-инспектора восточных войск». С октября 1943 года они были включены в стандартный штат немецкой пехотной дивизии: численность личного состава немецкой пехотной дивизии по штатам от 2 октября 1943 года составляла «10 708 человек и 2005 человек вольнонаёмных (вспомогательный рабочий персонал)», относительно ситуации на Восточном фронте, под вольнонаёмным вспомогательным рабочим персоналом, некоторые исследователи сегодня подразумевают именно «хиви».
Штаты пехотной дивизии, установленные со 2 октября 1942 года, предусматривали наличие 2005 «вольнонаёмных» на 10 708 человек немецкого личного состава, что составляло около 19 % общей численности. В группе армии «Север» отряды «хиви» были известны как «местные боевые соединения» (нем. Einwohnerkampfverbande), в группе армии «Центр» — как «служба порядка» (нем. Ordnungsdienst), в в группе армии «Юг» — как «вспомогательные охранные части» (нем. Hilfswachmannschaften). На февраль 1943 численность данных формирований составляла 60-70 тыс. человек.
Среди исследователей этой проблемы нет единого мнения относительно численности советских граждан, поступивших на службу к противнику. Часто в этих подсчётах отсутствуют сведения именно о многочисленных «хиви» и вспомогательной полиции. В целом, на территориях, оккупированных Третьим рейхом и его союзниками, оказалось около 70 миллионов советских граждан. В частях вермахта с 1940 по 1945 год служило до 1,5 миллиона граждан СССР (только в одном 1944 году до 1 миллиона:20), ещё около 3 миллионов находилось в Третьем рейхе на принудительных работах в качестве остарбайтеров:20.
Согласно данным немецкого командования и оценкам ряда российских историков, общая численность представителей народов СССР, которые входили в вооруженные формирования на стороне Германии (вермахт, войска СС, полиция), составляла: русские — более 300 тыс., украинцы — 250 тыс., белорусы — 70 тыс., казаки — 70 тыс., латыши — 150 тыс., эстонцы — 90 тыс., литовцы — 50 тыс., народы Средней Азии — ок. 70 тыс., азербайджанцы — до 40 тыс., народы Северного Кавказа — до 30 тыс., грузины — 25 тыс., армяне — 20 тыс., волжские татары — 12,5 тыс., крымские татары — 10 тыс., калмыки — 7 тыс. человек (всего около 1 млн 200 тыс. человек).
По данным К. Александрова, военную службу на стороне Германии в 1941—1945 годах несли примерно 1,24 млн граждан СССР: 400 тыс. русских (в том числе 80 тыс. в казачьих формированиях), 250 тыс. украинцев, 180 тыс. представителей народов Средней Азии, 90 тыс. латышей, 70 тыс. эстонцев, 40 тыс. представителей народов Поволжья, 38,5 тыс. азербайджанцев, 37 тыс. литовцев, 28 тыс. представителей народов Северного Кавказа, 20 тыс. белорусов, 20 тыс. грузин, 20 тыс. крымских татар, 20 тыс. российских немцев и фольксдойче, 18 тыс. армян, 5 тыс. калмыков, 4,5 тыс. ингерманландцев (преимущественно в финской армии); нет точных данных о численности молдаван.
По состоянию на февраль 1945 года численность «хиви» составляла 600 тысяч человек в сухопутных войсках, от 50 до 60 тысяч в люфтваффе и 15 тысяч человек в кригсмарине. Около трети из этого числа — боевые соединения и части, сражавшиеся на фронтах Второй мировой войны против армий антигитлеровской коалиции и на оккупированных территориях против партизан. К ним относятся формирования восточных войск вермахта, войск СС и полиции, а также германских спецслужб — абвера и СД. Остальные представляют собой «добровольцев вспомогательной службы» («хиви»), личный состав т. н. индивидуальной службы вспомогательной полиции и отрядов местной самообороны. Эти категории частично также принимали участие в боевых действиях и использовались для пополнения боевых частей и соединений. Максимальная единовременная численность всех категорий достигала 800—900 тысяч человек.
Следует также пояснить, что некоторая часть этих лиц стали гражданами Советского Союза лишь в 1939—1940 годах (прибалтийские народы, жители Западной Белоруссии, Западной Украины и Молдавии).

### РОА

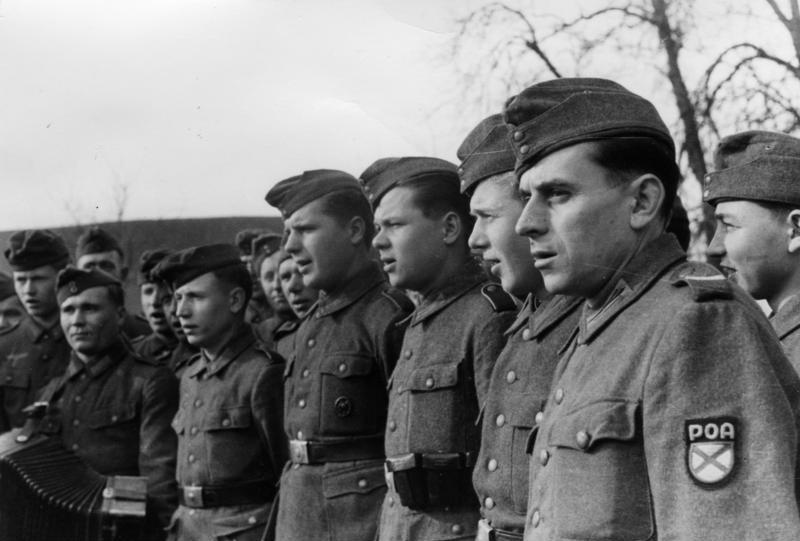
Военнослужащие РОА на привале, Австрия (осень, 1943)

На Западном фронте батальоны и полки включались в состав немецких частей и соединений.
Немцами велась активная пропаганда, внушавшая, что все хиви в случае возвращения в СССР будут репрессированы. Об этом говорили на допросах бывшие военнослужащие восточных легионов, это же неоднократно отмечалось в многочисленных докладах политорганов всех рангов, анализировавших проблему так называемых «власовцев».
Например, начальник политуправления Воронежского фронта генерал С. С. Шатилов в июне 1943 года писал, что «стойкость войск РОА на фронте будет обусловливаться тем страхом, который испытывают солдаты перед наказанием за измену Родине». И хотя это обстоятельство учитывалось в работе советской пропаганды на соответствующую аудиторию, власовцы и хиви не верили никаким обещаниям советских властей.

## Послевоенная судьба
Люди, служившие «добровольными помощниками», были признаны изменниками Родины. Часть из них в СССР прошла через лагеря и ссылки.
В книге Иоахима Гофмана редактор С. И. Дробязко дает следующую информацию: из 238 тысяч «власовцев» (к которым относились не только солдаты и офицеры РОА, но и военнослужащие казачьих частей и восточных легионов), переданных в распоряжение НКВД к 1 марта 1946 года, 148 тысяч (больше половины) получили по 6 лет спецпоселения.